# آدریان کاپرالیک
آدریان کاپرالیک (انگلیسی: Adrián Kaprálik؛ زادهٔ ۱۰ ژوئن ۲۰۰۲) بازیکن فوتبال اهل اسلواکی است.
وی همچنین در تیم‌های ملی فوتبال زیر ۱۷ سال اسلواکی، زیر ۲۱ سال اسلواکی و اسلواکی بازی کرده‌است.